# Shirō Kido
Shirō Kido (城戸四郎, Kido Shirō), né le 11 août 1894 et mort le 18 avril 1977, est un homme d'affaires et un producteur japonais. Directeur des studios Shōchiku de Kamata à partir de 1924 puis de ceux d'Ōfuna (ja), il devient ensuite président de la Shōchiku de 1954 jusqu'à sa mort en 1977. Son vrai nom est Shirō Kitamura (北村四郎, Kitamura Shirō).

## Biographie
Shirō Kido, né Shirō Kitamura, est le 4e fils d'une famille qui tient un restaurant de style occidental. Il fait des études de droit à l'université de Tokyo puis entre dans une société de négoce. En 1922, une connaissance de la famille, le président de la Shōchiku Takejirō Otani, lui propose un travail de comptable qu'il accepte puis, peu de temps après, se marie avec Tsuru Kido, elle-même membre de la famille de Takejirō Otani. Adopté par la famille de sa femme, il prend le nom de Shirō Kido.

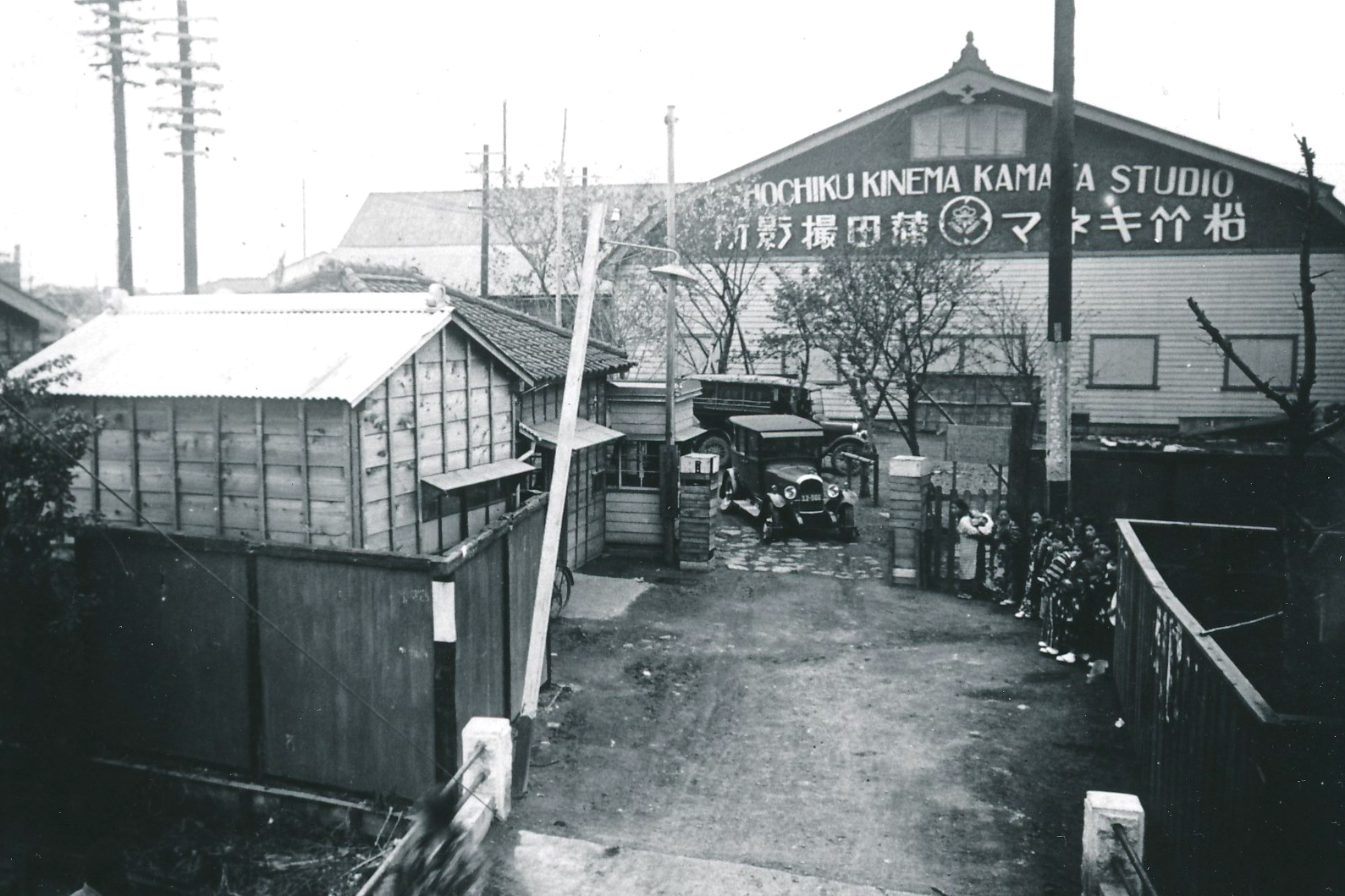
Studios Kamata de la Shōchiku dans les années 1920.

Le grand séisme de Kantō de 1923 endommage durement les studios Shōchiku de Kamata, la majorité des personnels sont transférés aux studios de Kyoto tandis que Shirō Kido est chargé de relancer la production de film à Kamata avec le seul réalisateur encore présent, Yasujirō Shimazu. En l'absence de grandes vedettes et de réalisateurs marquants, ils créent un nouveau genre réaliste, mettant en scène la vie quotidienne des simples citoyens, avec un humour mêlé de tristesse. Il est ensuite nommé directeur du studio Kamata en juillet 1924.
Découvrant le système Photophone de la RCA lors d’un voyage à New York en 1928, Shirō Kido s'entoure de techniciens capables d'élaborer une technologie sonore 100% japonaise et produit Mon amie et mon épouse (マダムと女房, Madamu to nyōbō, 1931), réalisé par Heinosuke Gosho, qui devient le premier film japonais entièrement parlant.
Avec la généralisation du parlant, la Shōchiku quitte ses studios de Kamata à Tokyo en 1936 pour s'installer à Ōfuna (ja) dans la préfecture de Kanagawa, car il faut des studios plus grands et plus calmes pour les prises de son.
En 1937 a commencé la seconde guerre sino-japonaise et le 1er octobre 1939 est mise en application au Japon la loi sur le cinéma qui vise à placer toute la création cinématographique sous le contrôle du gouvernement. Les studios de la Shōchiku n'échappent pas au cinéma de propagande, si bien qu'aux lendemains de la Seconde Guerre mondiale, le gouvernement japonais, sous la pression de l'occupant américain, ordonne au syndicat japonais des employés du film de dresser une liste des « criminels de guerre » au sein de l'industrie, classés en trois catégorie A, B et C. Shirō Kido est classé « criminel de guerre » de catégorie A avec vingt-deux autres personnes et à ce titre est démis de ses fonctions en octobre 1947,.
Shirō Kido ne réintègre la Shōchiku qu'en octobre 1950 peu après le début de la guerre de Corée, il en devient ensuite le président en 1954 et occupe cette fonction jusqu'à sa mort en 1977.

## Filmographie sélective

### Producteur
- 1930 : L'Armée avance (進軍, Shingun?) de Kiyohiko Ushihara
- 1931 : Mon amie et mon épouse (マダムと女房, Madamu to nyōbō?) de Heinosuke Gosho
- 1933 : Chikara to onna no yo no naka (力と女の世の中?) de Kenzō Masaoka (film d'animation)
- 1964 : Le Camélia à cinq pétales (五瓣の椿, Goben no tsubaki?) de Yoshitarō Nomura

### Scénariste
- 1927 : L'amour est enfant de bohème (恋は曲者, Koi wa kusemono?) de Hiroshi Shimizu
- 1927 : Conquête de la dépression (不景気征伐, Fukeiki seibatsu?) de Hiroshi Shimizu et Torajirō Saitō
- 1930 : Un couple de Chanbara (チャンバラ夫婦, Chanbara fūfu?) de Mikio Naruse
- 1932 : Sensō to yotamono (戦争と与太者?) de Hiromasa Nomura

### Réalisateur
- 1931 : Runpen to sono musume (ルンペンとその娘?)

## Récompenses et distinctions
- Prix Kan-Kikuchi en 1974